# Dangerous Paths
Dangerous Paths er en amerikansk stumfilm fra 1921 af Duke Worne.

## Medvirkende
- Neva Gerber som Ruth Hammond
- Ben F. Wilson som John Emerson
- Edith Stayart som Violet Benson
- Joseph W. Girard som Silas Newton
- Henry Van Sickle som Noah Hammond
- Helen Gilmore som Deborah Hammond